# Франческо Кармањола
Франческо Кармањола (итал. Francesco Bussone da Carmagnola, око 1380-1432) био је један од италијанских кондотијера.

## Живот и рад
Правим именом Франческо Бусоне, сељачког порекла, назван је Кармањола по месту рођења (у Пијемонту). Пошто је постао чувен у компанији Фачина Канеа (итал. Facino Cane), милански војвода Филипо Марија Висконти (итал. Filippo Maria Visconti) поверио му је команду над својом војском. Њоме је освојио Пијаченцу, Брешу, Бергамо и друге градове. У Висконтијевој служби стекао је значајне феудалне поседе. Прешао је, затим, у службу Млетачке републике, 20. новембра 1426. преотео је Брешу од Висконтија, а 12. октобра 1427. тукао је његове снаге код Маклодија (итал. Maclodio). Осумњичен за издају због неактивности и неуспеха, намамљен је сам у Венецију, затворен 7. априла 1432. и исте вечери погубљен, пошто је наводно под мукама признао издају.